# Kalihiwai
Kalihiwai es un lugar designado por el censo ubicado en el condado de Kauai en el estado estadounidense de Hawái. En el año 2000 tenía una población de 717 habitantes y una densidad poblacional de 43.9 personas por km².

## Geografía
Kalihiwai se encuentra ubicado en las coordenadas 22°12′59″N 159°25′7″O / 22.21639, -159.41861. Según la Oficina del Censo, la localidad tiene un área total de 19,2 km² (7,4 mi²), de la cual 16,3 km² (6,3 mi²) es tierra y 2,8 km² (1,1 mi²) (14.84%) es agua.

## Demografía
Según la Oficina del Censo en 2000 los ingresos medios por hogar en la localidad eran de $42.083, y los ingresos medios por familia eran $50.536. Los hombres tenían unos ingresos medios de $37.143 frente a los $30.125 para las mujeres. La renta per cápita para la localidad era de $37.062. Alrededor del 14.0% de las familias y del 13.5% de la población estaban por debajo del umbral de pobreza.